# Cal Valentí (la Granadella)
Cal Valentí és un edifici al nucli de la Granadella (les Garrigues) catalogat a l'Inventari del Patrimoni Arquitectònic de Catalunya. Avui és considerada la construcció datada més antiga de la vila. Es pensa que les cases que la segueixen (C. Mònica núm. 12, 14 i 16), temps enrere podien haver format part de la mateixa construcció, ja que les portades, ara tapiades, són similars i segueixen un mateix ordre compositiu. Fou un antic hostal que serví d'allotjament als traginers que anaven de l'interior fins a les comarques tarragonines.
Es tracta d'un edifici de planta baixa i dos pisos, tot fet de pedra. És una casa molt antiga que ha sofert diverses modificacions importants; la façana ha sofert diverses mutilacions, s'hi veuen dues espitlleres que donaven llum a l'antic estable. Els dos pisos superiors són els que s'ha alterat més la seva fisonomia original. Està feta de pedra vista de forma parcial, ja que hi ha trossos arrebossats; la part baixa conserva la unitat i regularitat en la disposició del material constructiu, a diferència dels pisos superiors, amb parts de totxanes. La coberta és de teula àrab i inclinada a una sola vessant. Del conjunt sobretot en destaca el portal adovellat, amb una inscripció que el data el 1575.